# S-75
L' S-75 (in cirillico: С-75; nome in codice NATO: SA-2 Guideline ), talvolta denominato Dvina, è un sistema missilistico terra-aria di fabbricazione sovietica, entrato in servizio nel 1957 e sviluppato in numerose varianti in grado di ingaggiare bersagli fino a 45 km di distanza e 25.000 m di altezza, è stato probabilmente il sistema di difesa aerea più venduto di sempre.
Primo sistema missilistico terra-aria in grado di abbattere con successo un velivolo, un Martin RB-57D Canberra delle forze di Taiwan in volo sulla Cina nell'ottobre 1959, rimase a lungo nell'ombra al fine di proteggerne il programma di sviluppo dalle intelligence occidentali.
L'S-75 raggiunse la fama internazionale quando il 1º maggio 1960 abbatté un aereo spia statunitense in volo al di sopra dei territori dell'Unione Sovietica. Schierato a Cuba durante la celebre crisi missilistica, il 27 ottobre 1962 abbatté un altro U-2 in volo sull'isola caraibica.
Utilizzato massicciamente dalle forze del Vietnam del Nord per difendere Hanoi ed Haiphong dai bombardamenti statunitensi, l'S-75 venne impiegato anche nel corso della Seconda Guerra del Golfo del 2003 che risulta esser stato, al 2021, il suo ultimo impiego in battaglia.
In servizio in numerose forze armate africane ed asiatiche, è stato radiato dalle forze missilistiche dell'URSS nel 1980.

## Utilizzatori

### Presenti
- Armenia – 79 lanciatori
- Azerbaigian – 25 lanciatori
- Bulgaria – 18 lanciatori
- Cina
- Cuba
- Egitto – 240 lanciatori
- Etiopia[3]
- Iran – 300+ lanciatori, HQ-2J e Sayyad-1/1A e 2.[4]
- Kirghizistan – esemplari limitati
- Libia[5]
- Mongolia
- Birmania – 48 lanciatori
- Corea del Nord – fino a 270 lanciatori
- Pakistan – HQ-2B in servizio con la Pakistan Air Force.[6][7]
- Romania
- Sudan – 700 lanciatori
- Siria – 275 lanciatori
- Tagikistan – esemplari limitati
- Vietnam – 280 lanciatori
- Yemen
- Zimbabwe